# Lucia (dikt av Karlfeldt)
Lucia är en dikt från 1898 av den svenske författaren Erik Axel Karlfeldt. Den är även känd som I natten darra de kalla väder efter inledningsorden. Texten beskriver en luciamorgon på en herrgård. Dikten ingår i samlingen Fridolins visor och andra dikter.

## Tonsättningar
En tonsättning av Mikael Samuelson finns med på Samuelsons album Midvinter från 1996. Esbjörn Hazelius gjorde en version med titeln "Lucia-sång", som finns med på albumet Jul i folkton från 2005, där den sjungs av Sara Isaksson. Joakim Andersson har gjort en tonsättning för kör som finns med på albumet This Christmas time med S:t Jacobs ungdomskör från 2014.